# Panephói Szent József
Panephói Szent József (4. század?) szentként tisztelt ókeresztény egyiptomi remete, az úgynevezett sivatagi atyák egyike.
Thmuiszi előkelő családból származott, és a Nílus-delta keleti részén fekvő Panepho (gör. Panephüszisz) városa közelében élt remeteként.